# Bou Saada
Bou Saada (in arabo: بو سعادة) è una città dell'Algeria, che si trova nella provincia di M'Sila, 245 chilometri a sud di Algeri. È detta anche Cité du bonheur (Città della felicità) e Porta del deserto, in quanto è l'oasi più vicina alla costa algerina.
A lungo importante centro di carovane tra l'Africa occidentale e il Mar Mediterraneo, la città ospita un mercato quotidiano di gioielli, oggetti in metallo, tappeti e bousaadi, i tradizionali lunghi e affusolati coltelli.